# マリアーノ・ディ・テンナ
マリアーノ・ディ・テンナ（伊: Magliano di Tenna）は、イタリア共和国マルケ州フェルモ県にある、人口約1,400人の基礎自治体（コムーネ）。

## 地理

### 位置・広がり
フェルモ県に位置するコムーネ。県都フェルモから西南西へ11kmの距離にある。

#### 隣接コムーネ
隣接するコムーネは以下の通り。
- フェルモ
- グロッタッツォリーナ
- モンテジョルジョ
- ラパニャーノ

### 気候分類・地震分類
マリアーノ・ディ・テンナにおけるイタリアの気候分類 (it) および度日は、zona D, 1924 GGである。
また、イタリアの地震リスク階級 (it) では、zona 2 (sismicità media) に分類される。

## 歴史
2009年、アスコリ・ピチェーノ県北部が分割されてフェルモ県が設置された際に、フェルモ県所属となった。